# St. Hilarius (Freiburg im Breisgau)

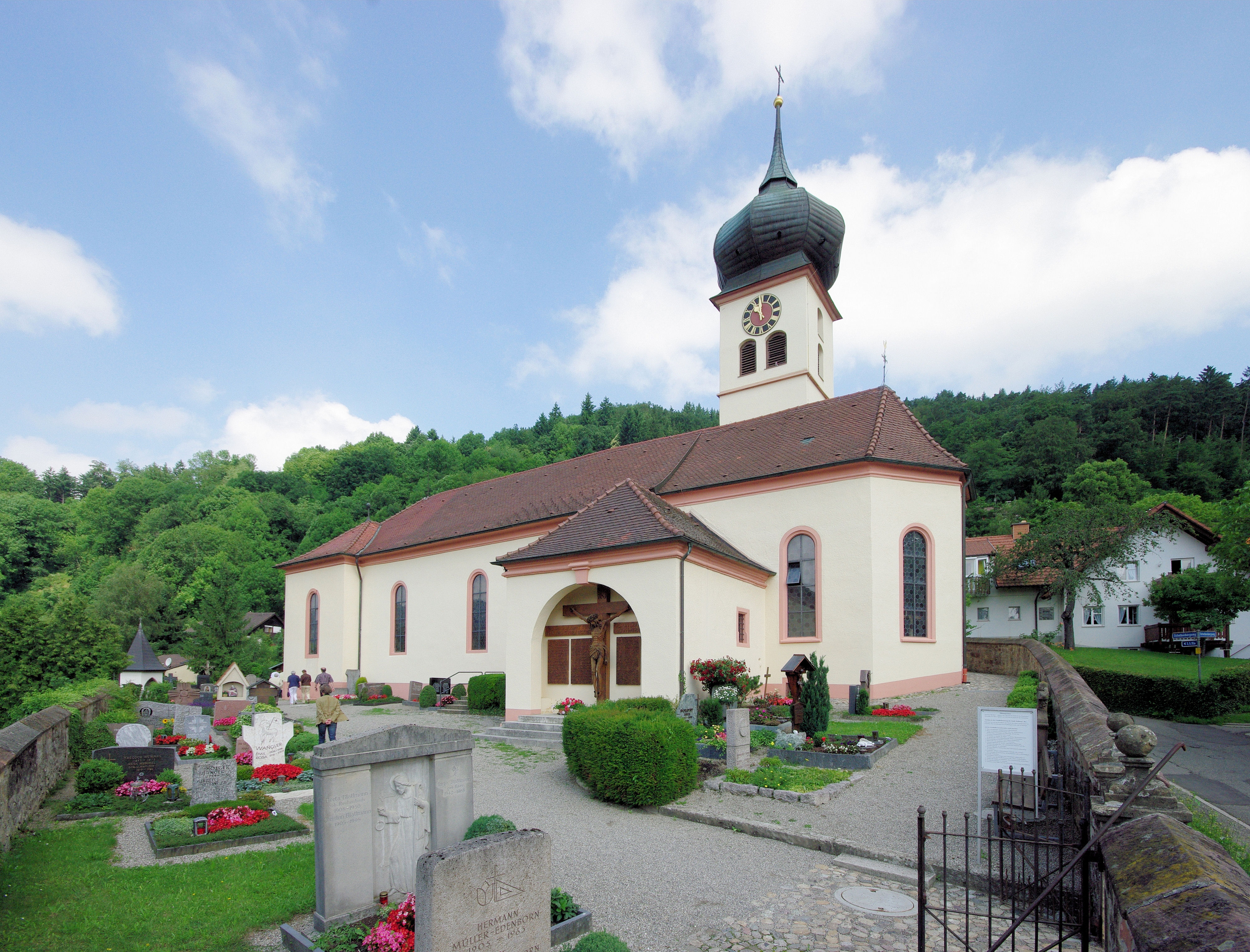
Außenansicht

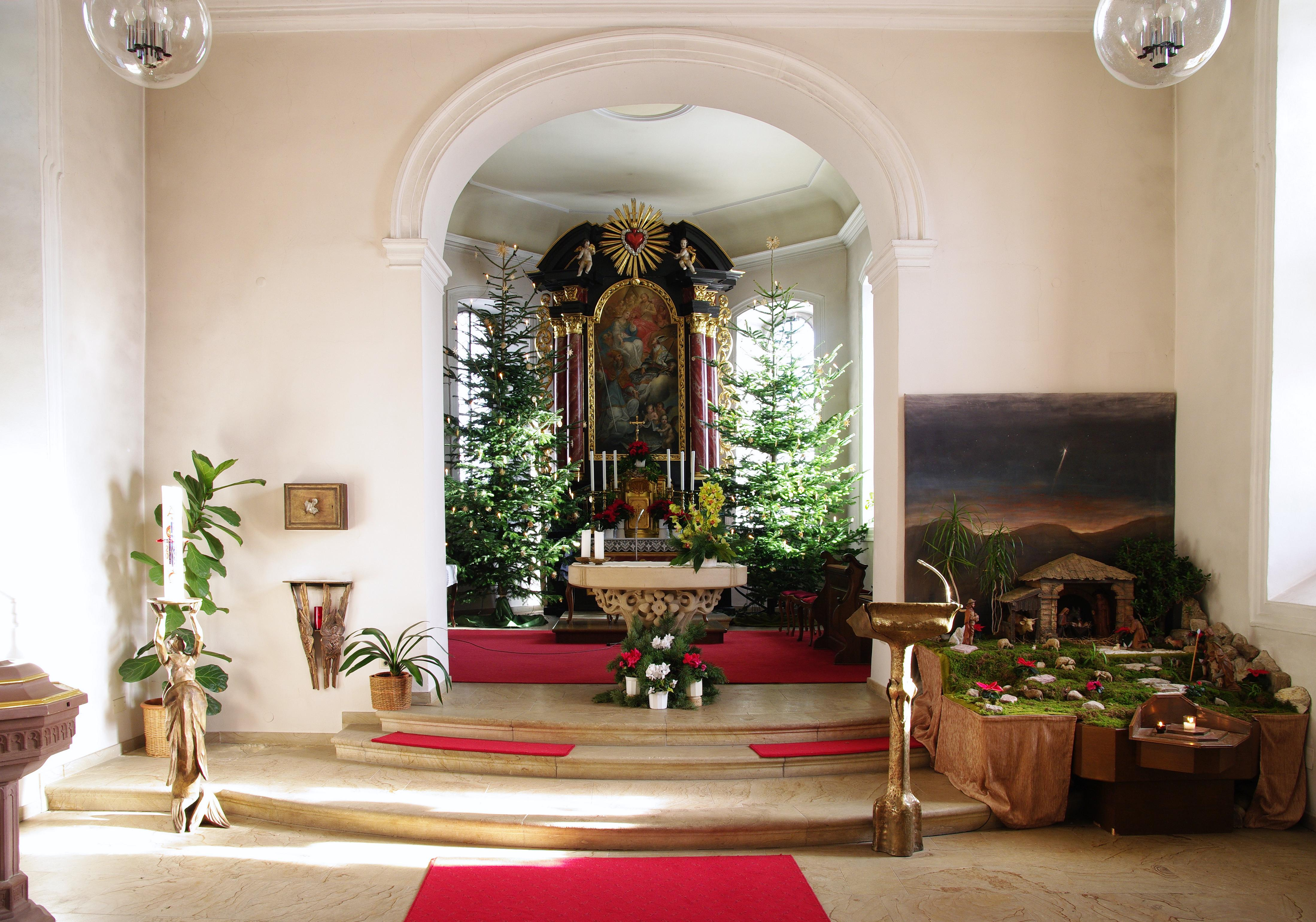
Blick auf den Altar

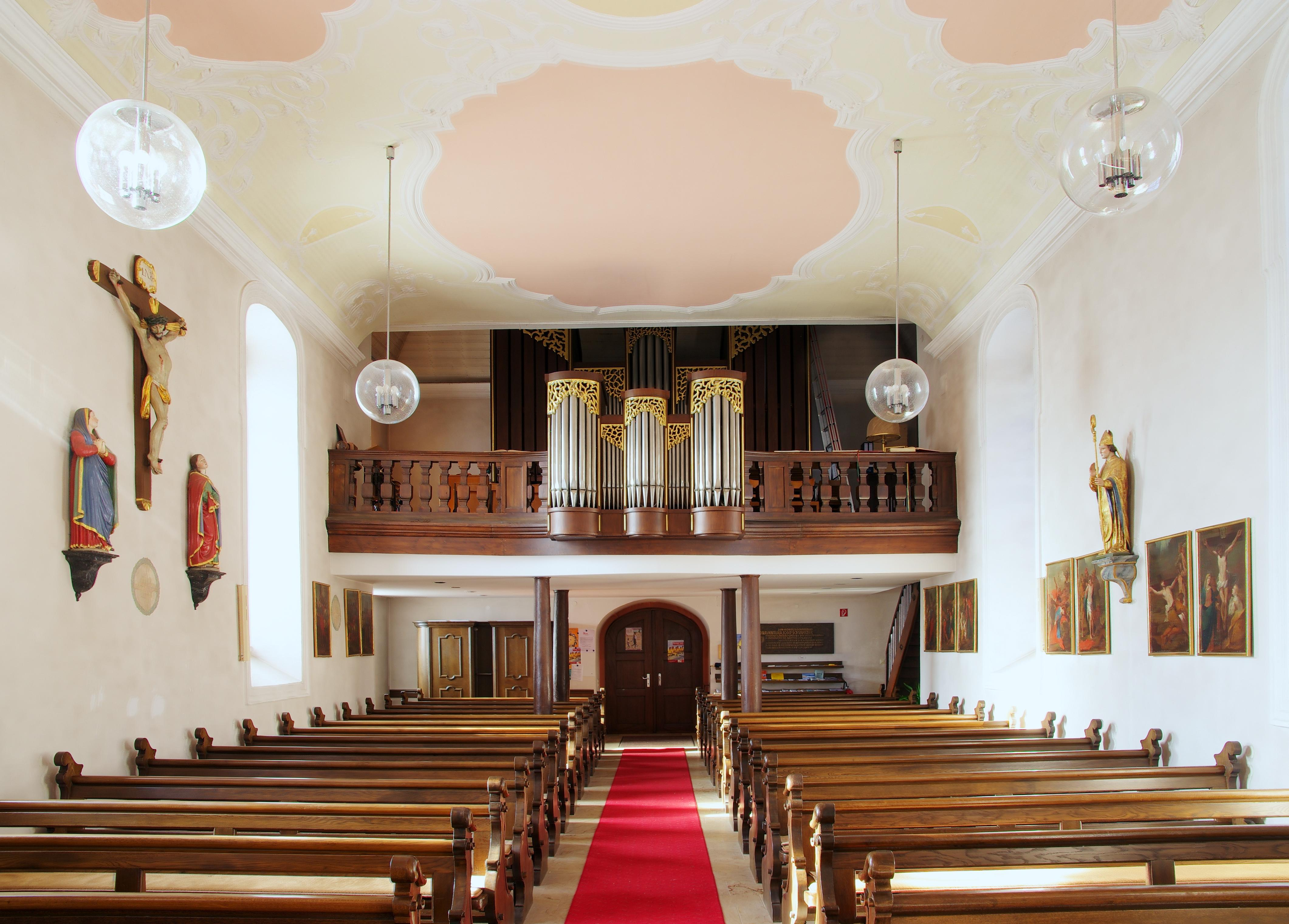
Blick auf Orgel und Innenraum

St. Hilarius ist die römisch-katholische Kirche im Freiburger Ortsteil Ebnet. Die Kirchenpatrone sind St. Hilarius und St. Remigius. Sie liegt erhöht am Hang und gilt als die älteste barocke Landkirche im Breisgau. Zusammen mit dem Ebneter Schloss ist sie eine der Sehenswürdigkeiten von Freiburg und dem Dreisamtal.

## Geschichte
Die erstmalige Erwähnung stammt aus dem Jahr 1275 als Filialkirche von Kirchzarten, eine Kirchweihe wird für das Jahr 1463 berichtet. Die Kirche gehörte zur Herrschaft der Herren von Falkenstein, die eine Zeit lang neben den dem Hause Schnewlin-Landeck die Ortschaft Ebnet besaßen. Das änderte sich erst 1631, als die Herren von Sickingen die falkensteinschen Kaplaneistiftung von der Mutterpfarrei Kirchzarten trennen konnten und die Pfarrei somit selbständig und St. Hilarius zur Parochialkirche wurde. Die heutige Pfarrkirche wurde 1720 bis 1725 auf Veranlassung des Freiherren Ferdinand Hartmann von Sickingen erbaut, sie enthält noch Teile der Bausubstanz der Vorgängerkirche von 1473, wozu auch das Sakramentshäuschen gehört. Das Langhaus der barocken Kirche wurde auf den Grundmauern der gotischen Vorgängerkirche erbaut. Der Baumeister des Langhauses war der Freiburger Baumeister und Steinmetz Franz Hamm, die Stuckarbeiten sind von Franz Joseph Vogel. 1725 wurde dann das Beinhaus für die Anlage der Totengruft der Sickinger eingerissen. In den Jahren 1904 bis 1908 wurde die Kirche erweitert, dieser Erweiterung fiel der westliche Vorbau aus dem 18. Jahrhundert zum Opfer. Beim Einbau der Warmluftheizung des Chores wurde auch die Familiengruft der Sickinger geöffnet, in der Gruft sind die Überreste von acht Erwachsenen und sieben Kindern gefunden worden, die dann gemeinsam in einem Betonsarkophag aus den zerfallenen Särgen umgebettet wurden. Die letzten Renovierungen erfolgten 1979/81 und 1998.

## Ausstattung

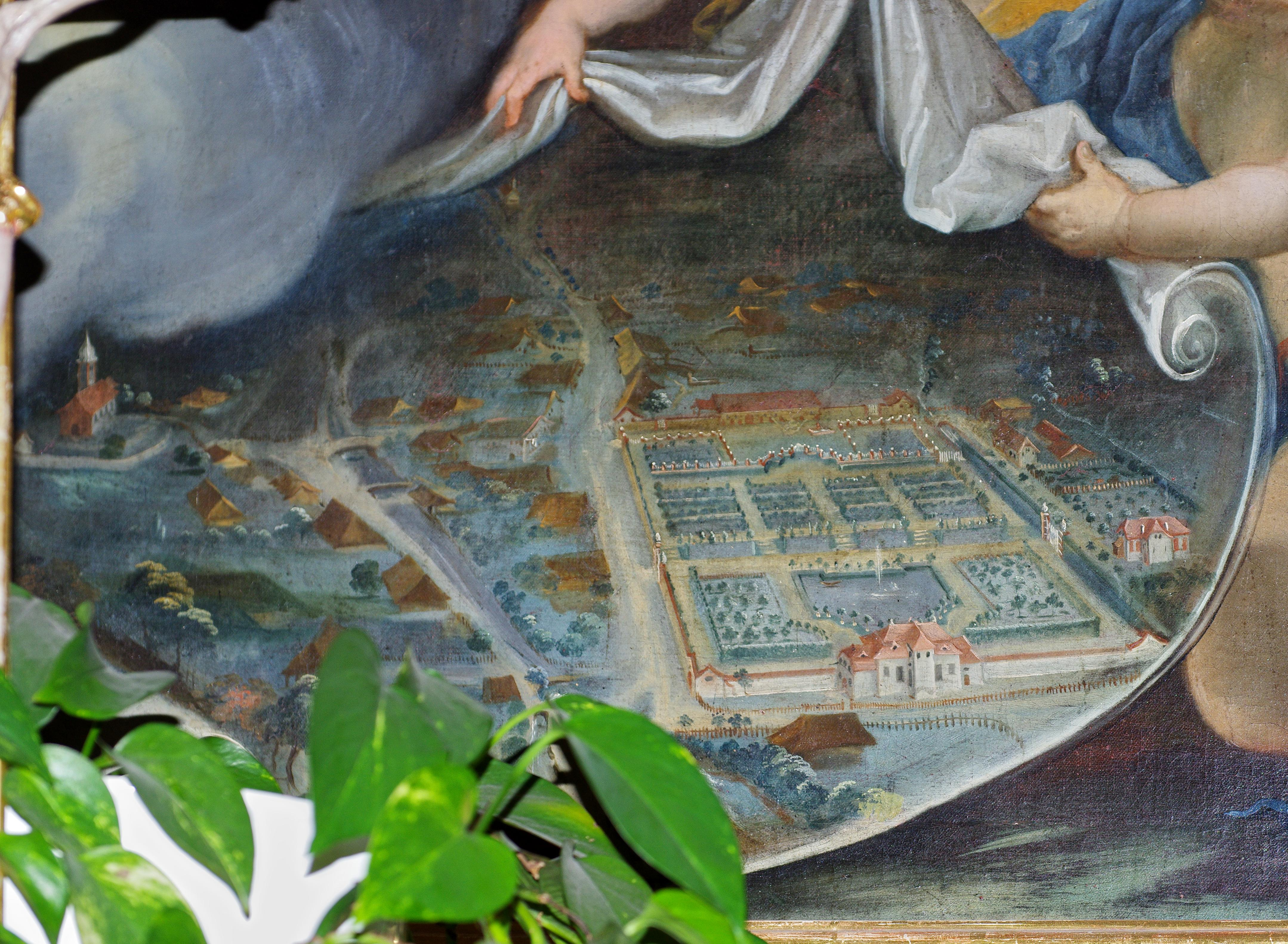
Ausschnitt aus dem Altarbild mit der Ortschaft Ebnet

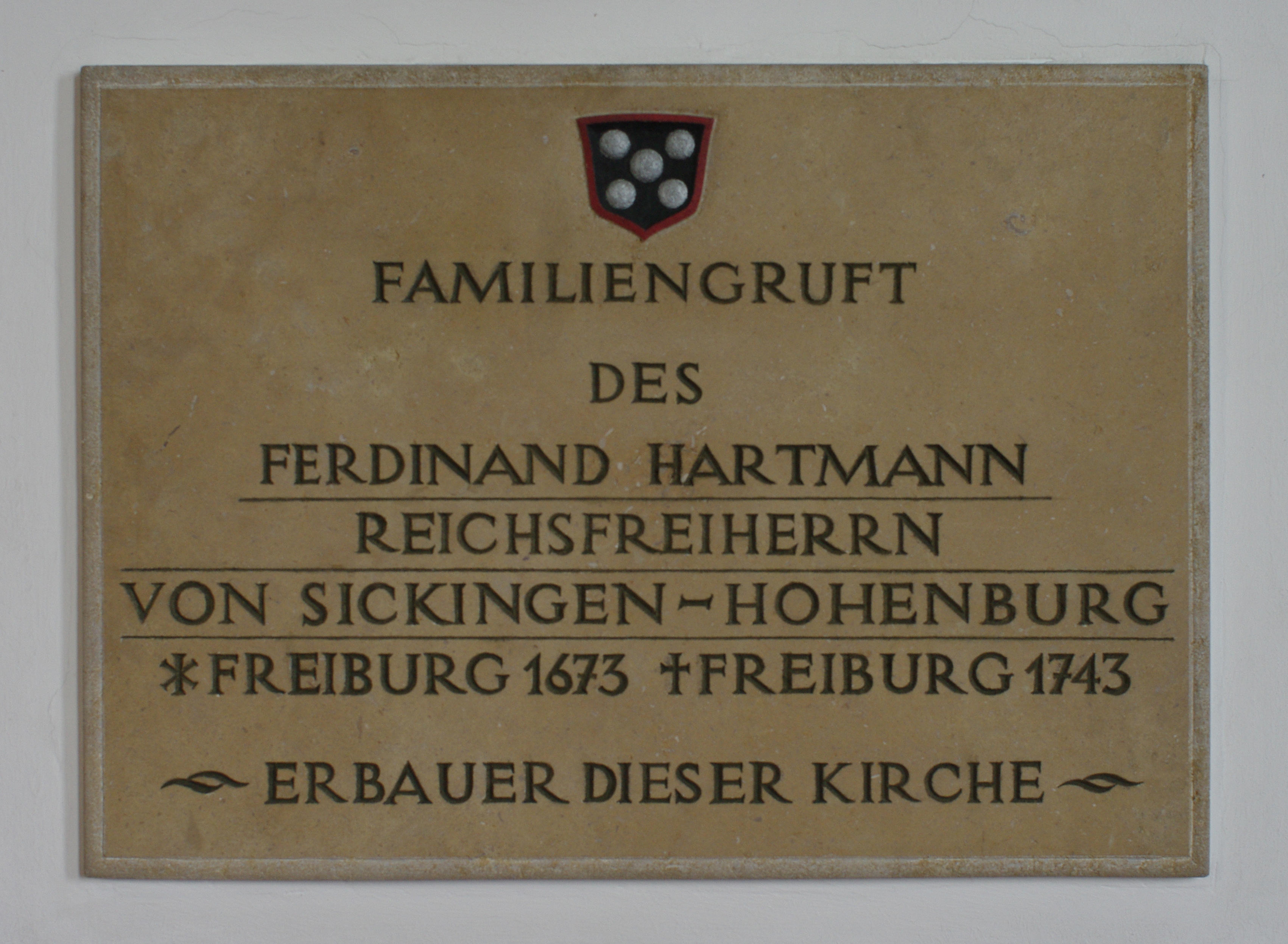
Gruftplatte der Familie Sickingen-Hohenburg

Im Auftrag von Ferdinand Sebastian von Sickingen-Hohenberg wurde die Innendekoration von Benedikt Gambs ausgeführt. Das Hochaltarbild aus dem Jahre 1730 ist von Franz Bernhard Altenburger, er signierte es mit „F. B. Altenburger jnv. et pinxit 1730“. Es zeigt die beiden Frankenbischöfe Hilarius und Remigius, unterhalb der Gottesmutter und der Dreifaltigkeit, wie sie die Gnadengaben Gottes auf Ebnet herablenken, dessen Ortsansicht drei Engelkinder entrollen. Die beiden Patronate sind seit 1583 bekannt. Dieses Bild dokumentiert auch das frühere Aussehen des Ortes und des Schlosses vor dessen Neubau. Ein Teil der Figuren und der Tabernakel sind von den Holzschnitzern Matthias Faller und Franz Xaver Hauser.
In der Kirche befinden sich eine Gedenktafel für den Benedikt Gambs, der in Ebnet verstarb und hier beigesetzt wurde, für den in Ebnet geborenen Bonaventura Josef Schweizer, Generalsuperior der Salvatorianer, Synodaler des Zweiten Vatikanischen Konzils und Ehrenbürger der Gemeinde Ebnet, sowie die Familiengruft der Familie Sickingen-Hohenburg.

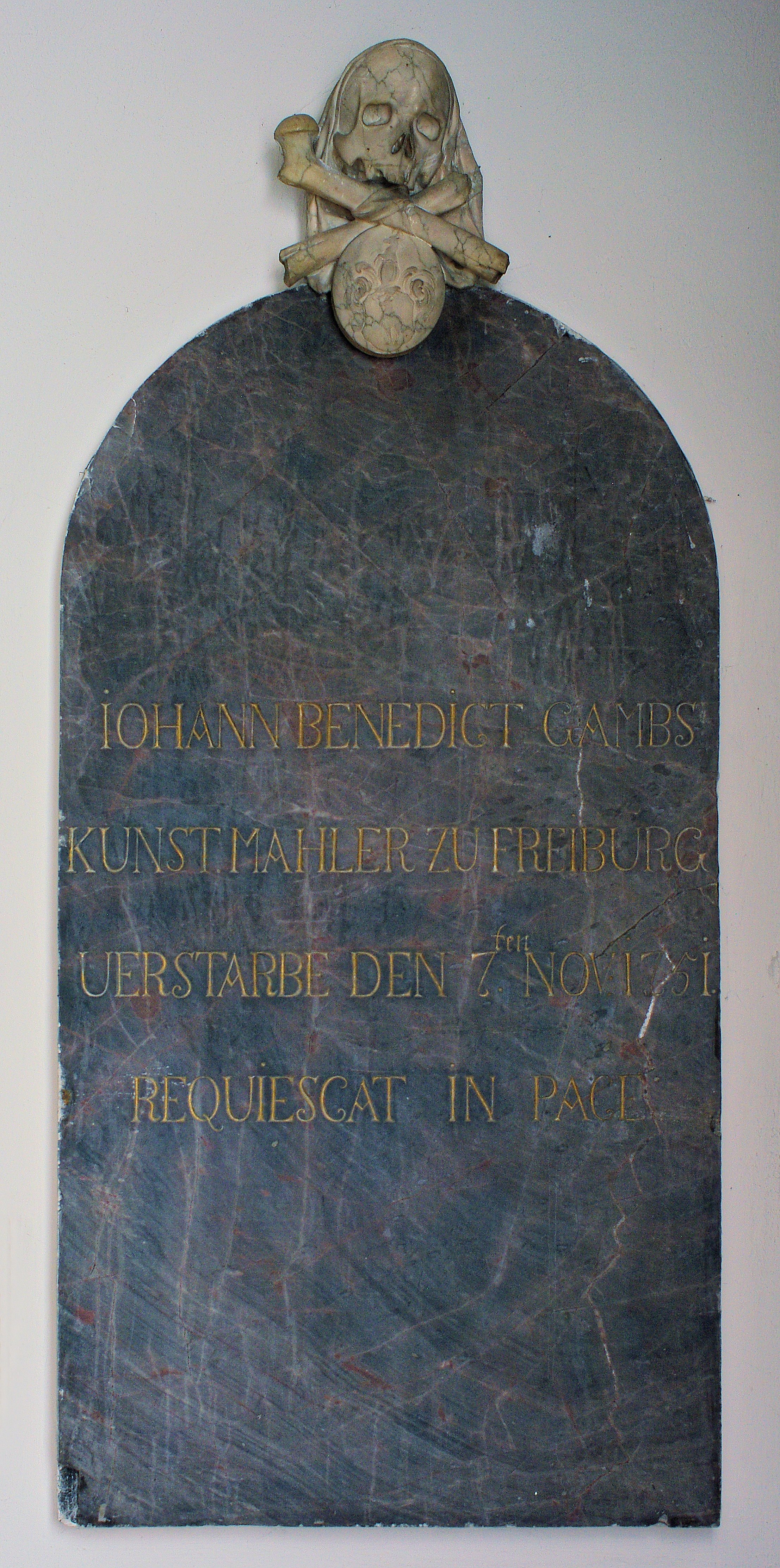
Gedenktafel für Benedikt Gambs
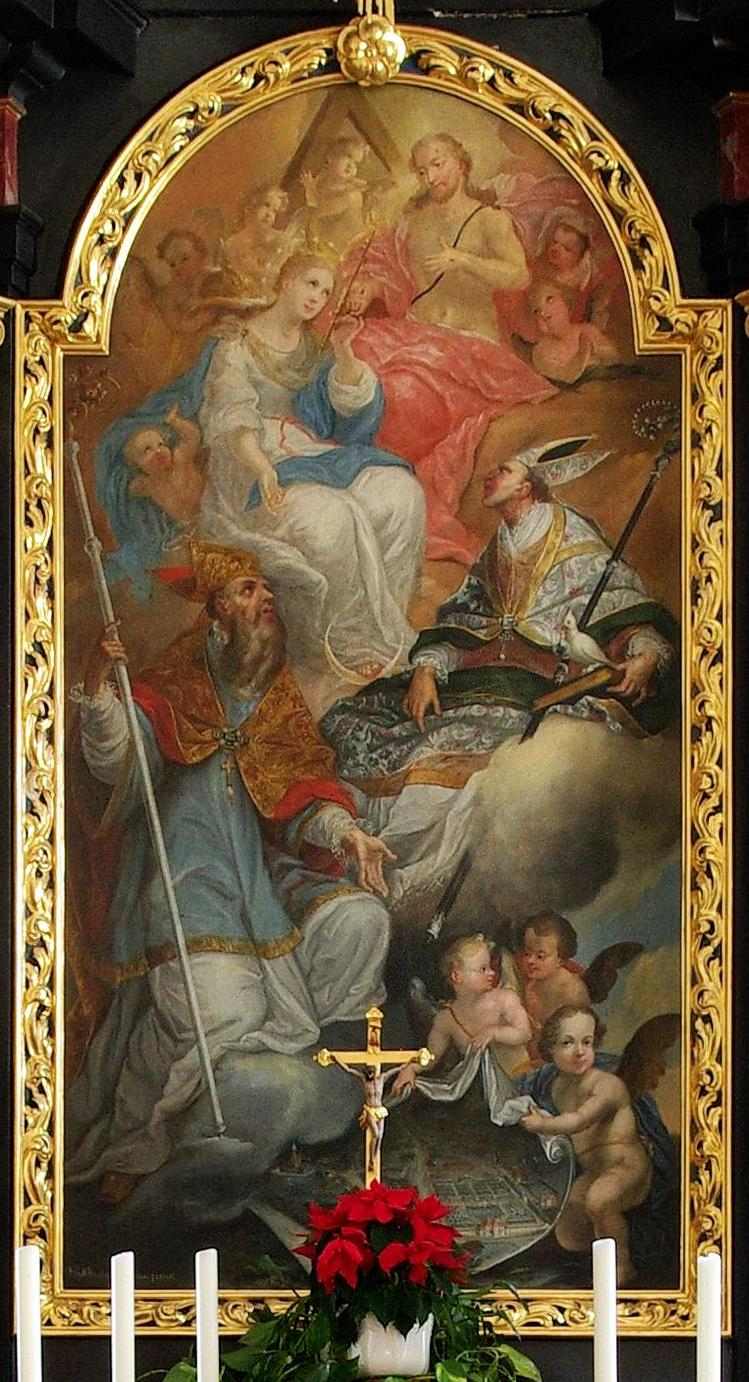
Das Altarbild von Franz Bernhard Altenburger mit Darstellung von Ebnet

Die Orgel mit zwei Manualen und Pedal hat 18 Register und wurde 1961 von den Gebr. Späth Orgelbau aus Ennetach erbaut; sie wurde 1981 von der Überlinger Firma Mönch Orgelbau umgebaut.

## Glocken
Die drei Glocken im Kirchturm stammen aus dem Jahre 1699 und wurden von Ferdinand Hartmann von Sickingen und seiner Frau Maria Gräfin von Pappenheim zwei Jahre nach ihrer Hochzeit gestiftet. Das Besondere an dem Geläut ist, dass alle Glocken gleich alt sind und vom gleichen Glockengießer gegossen und abgestimmt wurden und dass sie sich immer noch an ihrer damals geplanten Stelle befinden.
Gegossen wurden sie in Ebnet vom Lothringer Wandergießer Ignaz Joseph Thouvenet auf dem Gut des Mathias Hettich, das direkt neben dem Pfarrhof lag. Der Gießer ist durch die Umschrift auf den Glocken bekannt, diese lautet: „Diese drei Glocken sind gegossen worden durch mich Ignatium Josephum Thouvenel aus Lothringen in dem Jahre 1699 – Ebnet.“ Die Glocken hängen in einem wertvollen historischen Glockenstuhl mit Holzjochen, die mit kleinen Schnitzereien versehen sind.
Von den drei Glocken ist die größte sehr reichhaltig geschmückt. So befinden sich die Namen der Stifter zusammen mit dem Sickingischen Allianzwappen in einem Blumenornament. Der zugehörige lateinische Text lautet: „Sit nomen Domini benedictum“ (Der Name des Herrn sei gepriesen). Die anderen plastischen Figuren werden gedeutet als die Ebneter Kirchenpatrone – Bischöfe Hilarius und Remigius –, Maria mit einem Strahlenkranz, die Märtyrerin Aurelia, Anna Selbdritt und St. Sebastian. Der Schmuck der beiden kleineren Glocken ist deutlich einfacher gehalten.
| Nr. | Durchmesser | Gewicht | Schlagton HT |
| --- | ----------- | ------- | ------------ |
| 1   | 910 mm      | 500 kg  | As' 0±0      |
| 2   | 820 mm      | 380 kg  | b' 0±0       |
| 3   | 740 mm      | 250 kg  | c' 0±0       |

Der Turm trägt auf zwei Seiten Zifferblätter mit römischen Ziffern. Alle drei Glocken haben ein Schlagwerk, um die Uhrzeit anzugeben: die große Glocke schlägt die Stunden, die beiden kleineren die Viertelstunden.
Im 19. Jahrhundert planten die Ebneter, noch eine größere vierte Glocke anzuschaffen. Dies scheiterte aber am erzbischöflichen Bauamt, welches erhebliche Bedenken bezüglich der Statik anführte.
Das Interessante an den drei Glocken ist, das sie beide Weltkriege unbeschadet überstanden. Im Ersten Weltkrieg wurden sie wegen ihres Kunst- und Altertumswerts verschont. Im Zweiten Weltkrieg mussten die zwei kleineren Glocken abgeliefert werden, wurden aber 1945 auf einem Sammelplatz durch den Ebneter Schulleiter, Organisten und Chorleiter August Feyel wiedergefunden und wieder im Turm aufgehängt.

## Wissenswert
In der Ebneter Kirche haben am 14. September 1756 die Schwiegereltern von Wolfgang Amadeus Mozart, der Amtmann Franz Fridolin Weber und seine Braut Maria Cäcilia Cordula Stamm geheiratet.